# Maddalena Kerrh
Maddalena Kerrh (* 11. Oktober 1938 in Schwerte) ist eine deutsche Schauspielerin und Synchronsprecherin.

## Leben
Maddalena Kerrh begann 1956 eine Ausbildung zur Gymnastiklehrerin. Nach dem Examen 1959 bildete sie in Paris Sportlehrerinnen in Gymnastik aus. 1960 ging sie als Dozentin mit Schwerpunkt Atemtherapie nach Deutschland zurück. Dort nahm sie Sprechunterricht bei einem Schauspieler des Landestheaters Coburg, um in großen Sälen besser unterrichten zu können. Der Sprechunterricht wurde zum Schauspielunterricht und sie spielte in zwei Produktionen an der Coburger Studentenbühne mit.
1962 begann Maddalena Kerrh eine Schauspielausbildung an der Zerbonischule in München. 1964 arbeitete ein Jahr in den USA und lernte die Off-Theater-Szene in New York kennen. 1965 spielte sie einige Rollen im Modernen Theater in München. 1968 heiratete sie Kelle Riedl und eröffnete mit ihm das Off-Off-Theater in der Ludwigstraße 6. Im gleichen Jahr kam ihre gemeinsame Tochter, die spätere Schauspielerin Kellina Klein zur Welt.
1971 gründete sie die „Kinder- und Jugendbühne im Off-Off“, für die sie in den folgenden zehn Jahren auch die Stücke schrieb.
Zwei der Stücke (Dodo und Pepi die Schlüsselkinder und Das Krawattenpferd) wurden vom Fernsehen (SWR und BR) aufgezeichnet und kamen als Bücher heraus.
1972 zog das Theater um in die Potsdamerstraße. Maddalena Kerrh eröffnete neben dem „Off-Off-Theater-Club“ das „Medau-G.und T.-Institut“, wo Kinder ab 3 Jahren und Erwachsene in Gymnastik, Jazztanz und Yoga unterrichtet wurden. In der Kombination von Theater und Pädagogik entstanden 1973 die Theaterwerkstattkurse für Kinder. Neben regelmäßigen Theateraufführungen begannen hier auch eine Serie von Jour-Fixe-Veranstaltungen, die Künstlern, Schriftstellern, Musikern eine Möglichkeit gaben, ihre Ideen vorzutragen und Kontakte zu knüpfen. 1975 verließ Kelle Riedl, der bis dahin künstlerischer Leiter des Theater-Clubs war, das Off-Off. 
Maddalena Kerrh war außerdem als Synchronsprecherin und ab 1987 in zahlreichen Synchron-Produktionen als Dialogbuch-Autorin und Regisseurin tätig. 
1998 begann Maddalena Kerrh eine Ausbildung zur Heilpraktikerin. In den folgenden Jahren führte sie eine Praxis. 1999 schloss sie den Off-Off-Theater-Club mit der letzten Produktion Glückliche Tage von Samuel Beckett. 2009 wurden die Räume in der Potsdamer Straße aufgegeben.

## Synchronisationen
- Geneviève Bujold (Die Troerinnen)
- Anne Bancroft (Die Akte Jane)
- Claire Bloom (Das Buch Eva - Ticket ins Paradies)
- Anny Duperey (Stavisky)
- Bette Davis (Jezebel – Die boshafte Lady)
- Catherine Deneuve (Die Frau mit den roten Stiefeln)
- Farrah Fawcett (Das brennende Bett, Schrei am Abgrund)
- Glenda Jackson (Die Nelson Affäre)
- Cloris Leachman (Die letzte Vorstellung)
- Virna Lisi (Die Jungen von der Paulstraße)
- Ida Lupino (Nachts unterwegs)
- Ginger Rogers (Roxie Hart)
- Vera Miles (Männer wie die Teufel),
- Jean Arthur (Mr. Smith geht nach Washington)
- Marie Mergey (Die Insel der dreißig Tode)
- Madam Suliman in Das wandelnde Schloss (Anime)
- Babette in Pepolino und der Schatz der Meerjungfrau

## Dialogbuch und Regie (Auszug)
- Die total verrückte Büroparty
- Drogenkrieg - Das Camarena Komplott
- El Lute
- Grenzenlose Leidenschaft
- Zelly and Me
- Blick in den Abgrund
- Fernruf aus Chicago
- Big Dreams & Broken Hearts: The Dottie West Story;
- Der Mann in den Bergen (Fernsehserie)
- Disneys Gummibärenbande (Zeichentrickserie)
- T. J. Hooker (Fernsehserie)
- Unter der Sonne Kaliforniens (Fernsehserie)
- Jede Menge Familie (Fernsehserie)

## Darstellerin (Auszug)
- 1972: Die Moral der Ruth Halbfass (Regie: Volker Schlöndorff)
- 1981: Tatort – Usambaraveilchen (Fernsehreihe)
- 1984: Der Androjäger (Fernsehserie, 1 Folge)
- 1989: Tatort: Katjas Schweigen
- 1992: Only You (Kurzfilm von Jobst Oetzmann)
- 1993: SOKO München (Fernsehserie, 1 Folge)